# HD 37756
HD 37756，又名BD-01 1004，SAO 132445、HR 1952，是一颗恒星，视星等为4.95，位于銀經205.71，銀緯-16.19。其B1900.0坐标为赤經5h 35m 46s，赤緯-1° -16.19′ 53″。